# Aegisuchus
Aegisuchus witmeri ist eine ausgestorbene Art der Archosaurier. Der einzige bekannte Vertreter der Gattung Aegisuchus war ein sehr großer Krokodilverwandter mit flachem Kopf, starkem Kiefer und Kopfschild. Er lebte in der späten Kreidezeit auf dem Gebiet des heutigen Marokko in einer sumpfigen Umgebung, wo er sich möglicherweise von Fischen ernährte.
Aegisuchus witmeri wurde 2012 von Casey Holliday und Nicholas Gardner erstbeschrieben. Zusammen mit der Gattung Aegyptosuchus wird Aegisuchus in die Familie Aegyptosuchidae gestellt, der Schwestergruppe der Krokodile (Crocodylia). Die Präsenz von Aegisuchus-Fossilien in der Oberkreide Nordafrikas stellt Hypothesen in Frage, nach denen sich die modernen Krokodile in Laurasia entwickelt haben.

## Merkmale
Aegisuchus war ein sehr großer Krokodilverwandter mit einer geschätzten Körperlänge von etwa 15 m. Die Länge des Schädels betrug zwischen 2,1 und 2,9 m. Den zugrundeliegenden  Modellrechnungen war Aegisuchus nicht nur größer als Purussaurus, Sarcosuchus oder Deinosuchus, es hatte mit einem Volumen von 40 cm³ auch das größte Gehirn aller bekannten Arten. Da die geschätzte Länge auf dem Hirnvolumen basiert, ist es allerdings auch möglich, dass Aegisuchus kleiner als vermutet war und lediglich über ein überproportional großes Gehirn verfügte.
An seinem Hinterkopf wies Aegisuchus einen Kopfschild mit runzliger Oberfläche, der aus stark verdickter Haut bestand. Er bildete im Nacken einen Übergang zum Rücken und wies seitlich zwei fingerartige Fortsätze auf. Seine Funktion wird in Balzritualen und Schaukämpfen vermutet. Schnauze und Schädel waren stark abgeflacht; Aegisuchus hatte wahrscheinlich einen sehr flachen Oberkiefer, der in der Form an den Schnabel von Enten erinnerte. Die Augen besaßen keine Wülste, sondern lagen flach im Schädel. Bedingt durch die Form von Kopf und Schnauze hatten die Tiere eine relativ starke Kiefer- und Halsmuskulatur. Sie ermöglichten Aegisuchus relativ großzügige Kopfbewegungen.

## Verbreitung und Stratigraphie
Aegisuchus wurde bisher ausschließlich in der nordafrikanischen Kem-Kem-Formation im Südosten Marokkos gefunden. Die Formation stammt aus dem oberkreidezeitlichen Cenomanium; die Schicht, in der Aegisuchus gefunden wurde, hat ein Alter von 93 bis 98 Millionen Jahren.

## Ökologie

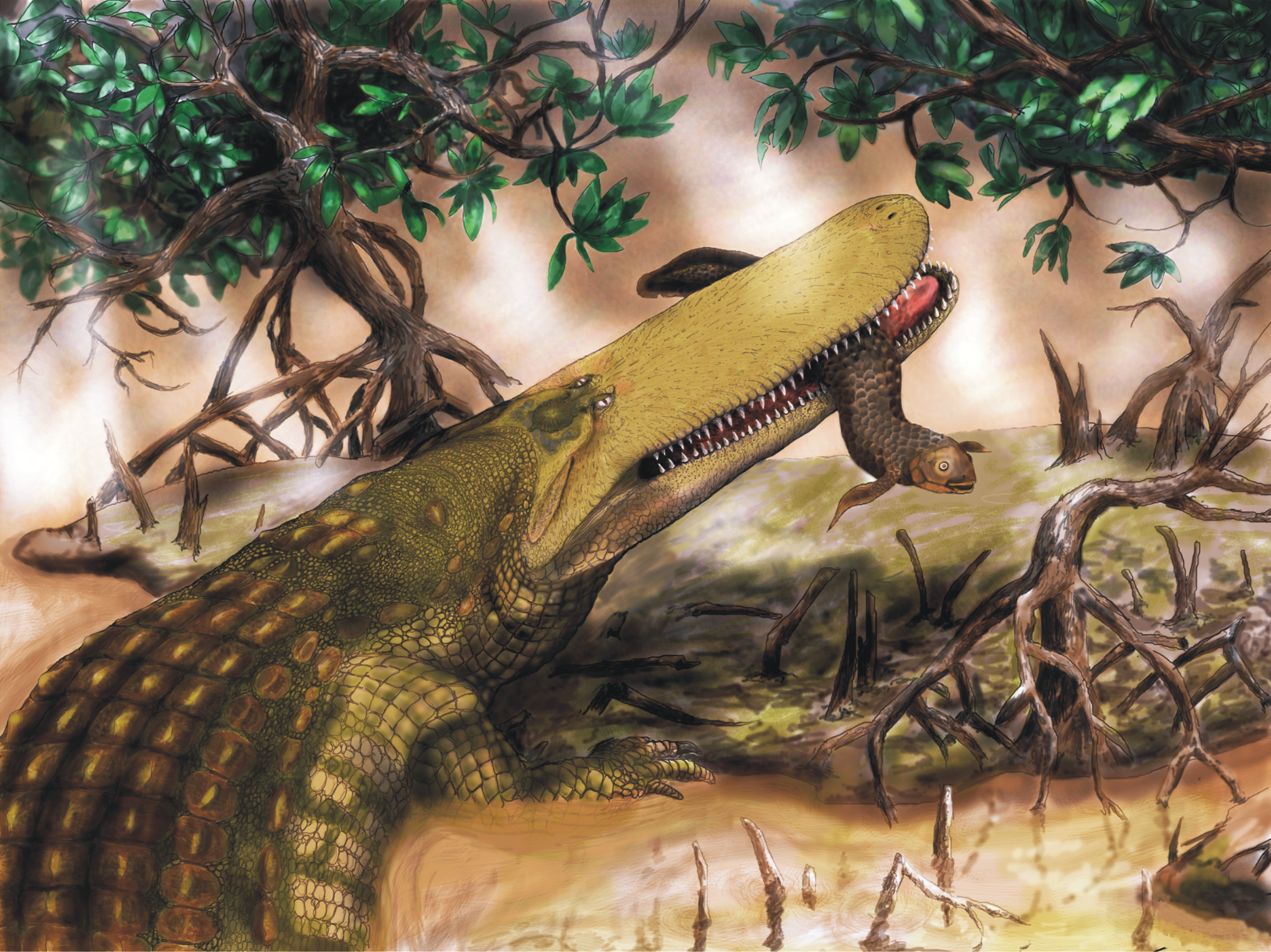
Künstlerische Rekonstruktion von Aegisuchus als Fischjäger

Der Lebensraum von Aegisuchus war eine weitläufige Sumpflandschaft entlang eines Flusses. Die Gewässer und die angrenzenden Bereiche wurden von zahlreichen verschiedenen Fischarten, Amphibien und größeren Reptilien wie Plesiosauriern, Theropoden und Sauropoden bewohnt. Wie bei den morphologisch ähnlichen Gattungen Laganosuchus und Stomatosuchus wird auch von Aegisuchus vermutet, dass es sich vornehmlich von trägen Fischen wie Quastenflossern, Lungenfischen oder Flösselhechten ernährte. Landwirbeltiere könnten als gelegentliche Beute ebenfalls einen Teil der Nahrung ausgemacht haben.

## Systematik

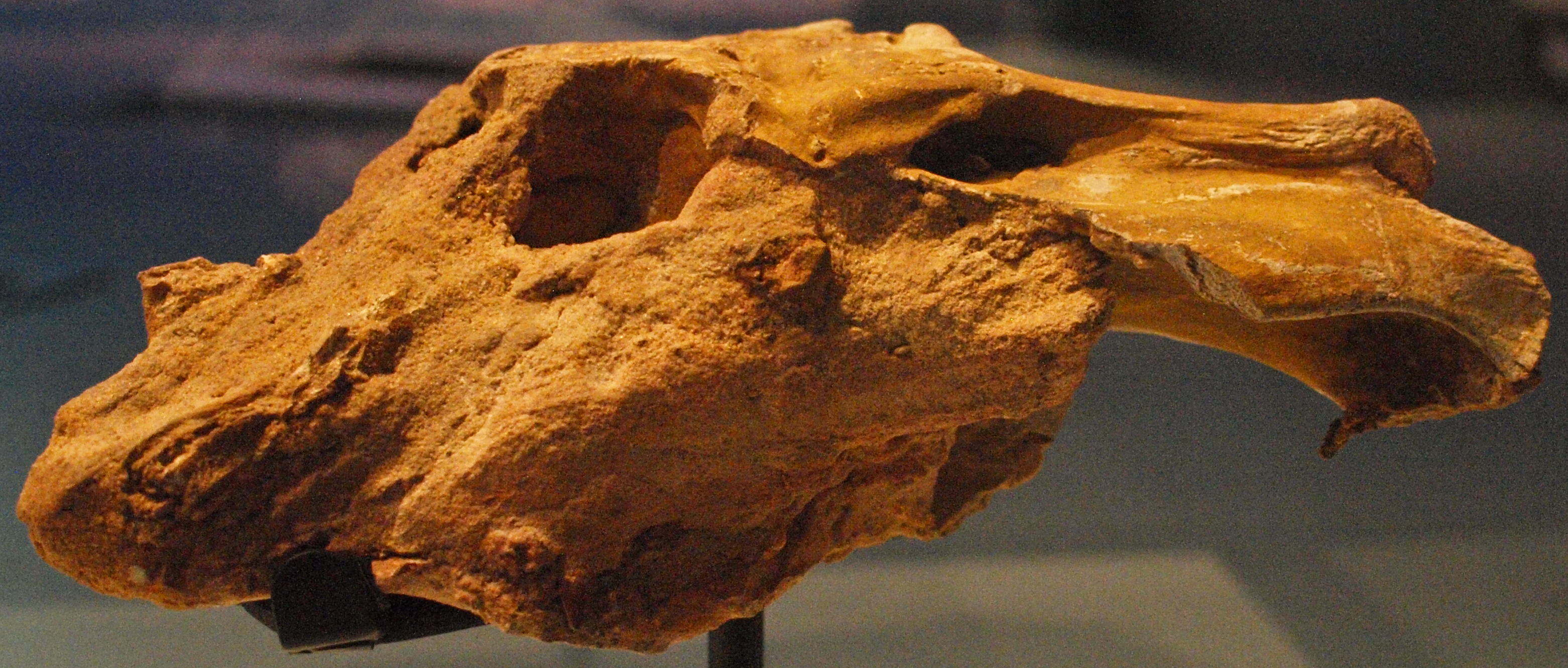
Schädel von Aegisuchus witmeri (ROM 64736)

Die Gattung Aegisuchus wurde 2012 von Casey Holliday und Nicholas Gardner mit A. witmeri als einziger Art aufgestellt. Der Holotyp (ROM 54530), ein teilweise erhaltenes Cranium, wurde von kommerziellen Fossiliensammlern in der Kem-Kem-Formation gefunden und an das Royal Ontario Museum in Toronto verkauft. Holliday und Gardner wählten den Gattungsnamen (aegis, griechisch für Schild; souchus, griechisch für Krokodil) in Anlehnung an den Kopfschild des Tieres. Das Artepitheton ehrt Lawrence M. Witmer für seinen Beitrag zur Erforschung der Schädelanatomie von Archosaurier.
Die beiden Autoren ordneten Aegisuchus aufgrund seines Kopfschildes als Schwestertaxon der ebenfalls cenomanischen Gattung Aegyptosuchus aus der ägyptischen Bahariija-Formation. Beide Gattungen bilden gemeinsam die Familie Aegyptosuchidae, eine Einschätzung, die durch eine morphologische Analyse von 45 Crocodyliformes-Taxa gestützt wurde. Demnach bilden Aegisuchus und Aegyptosuchus zusammen die Schwestergruppe zu den modernen Krokodilen (Crocodylia). Die Existenz einer so modernen Gruppe von Krokodilverwandten widerspricht Hypothesen, die von einer Entstehung der rezenten Krokodile im westlichen Laurasia (heute Nordamerika) ausgehen. Stattdessen lassen sie eine Radiation im Bereich des Tethysmeeres plausibel erscheinen.